# Ute Gremmel-Geuchen
Ute Gremmel-Geuchen (* 1964 in Düsseldorf) ist eine deutsche Organistin.

## Ausbildung
Als Jugendliche erhielt sie Musikunterricht beim Düsseldorfer Kirchenmusiker Oskar Gottlieb Blarr. Nach dem Abitur studierte sie Kirchenmusik an der Hochschule für Musik und Tanz Köln u. a. bei Peter Neumann. Sie schloss dort mit dem A-Examen ab. Als Stipendiatin des DAAD ergänzte sie ihre Ausbildung in Amsterdam bei Ewald Kooiman und Ton Koopman. Bei Ludger Lohmann und Jon Laukvik beendete sie in Stuttgart ihre Studien mit dem Konzertexamen.

## Künstlerisches Wirken
Neben Konzerten, Rundfunk- und CD-Aufnahmen  ist sie als Titularorganistin an der Paterskirche in Kempen tätig. 

## Tondokumente
- Johann Sebastian Bach: Complete Organ Works. Zusammen mit Bernhard Klapprott, Ewald Kooiman, Gerhard Gnann. Aeolus 2012. (Schallplattenpreis Echo Klassik).
- Orgelmessen: Ute Gremmel-Geuchen an den Orgeln der Propsteikirche Kempen. Zusammen mit der Choralschola der Benediktinerinnenabtei Mariendonk. CD, Fono-Schallplattengesellschaft 1995/2023.
- Jan Albert van Eyken: Complete Organ Sonatas, Toccata & Fuga on B.A.C.H. Aeolus, 2023.

## Familie
Ute Gremmel-Geuchen ist mit dem Kinderarzt Karl Geuchen verheiratet, mit dem sie sieben Kinder hat.

## Auszeichnungen
2022 wurde sie für ihr jahrzehntelanges Engagement in der Kultur und der Erinnerungskultur mit dem Bundesverdienstkreuz am Bande ausgezeichnet.

## Politik
Seit 2020 ist die Musikerin Stadtverordnete der CDU-Fraktion im Rat der Stadt Kempen. Ihre politischen Themenschwerpunkte sind Klimaschutz, Schulen und Kultur.